# Ericeia spodiadplaca
Ericeia spodiadplaca är en fjärilsart som beskrevs av Bethune-Baker 1914. Ericeia spodiadplaca ingår i släktet Ericeia och familjen nattflyn. Inga underarter finns listade i Catalogue of Life.